# 村上幸雄
村上 幸雄（むらかみ ゆきお、1914年(大正3年)5月25日 - 2007年(平成19年)）は、日本の児童劇作家、児童文学作家、教育家。
京都府京都市生まれ。同志社大学中退。短期大学幼児教育科の講師などを経て、のぞみ幼稚園を経営。日本児童演劇協会名誉会員、子どもの文化研究所所員、教育文筆者の会代表委員。童話集、児童劇集、教育書など著書多数。

## 著書
- 『たっちゃんは新聞記者 新聞雑誌のはなし』丹羽斌絵 ポプラ社 おはなし社会科シリーズ、1969
- 『よっちゃんの大旅行 林業のはなし』望月一虎絵 ポプラ社 おはなし社会科シリーズ、1969
- 『紙ねんどあそび』久保たかし絵 岩崎書店 あそびの絵本、1973
- 『どろんこぐつやーい』山本まつ子画 村上慰代展開指導 子どもの文化研究所編 童心社 よいこの十二か月、1974
- 『子どもが喜ぶ古典ユーモアばなし』黎明書房 指導者の手帖、1976
- 『影絵あそびからファンタジー影絵劇まで』黎明書房 夢のある保育シリーズ、1977
- 『子どもの喜ぶ40のむかしばなし』黎明書房 指導者の手帖、1977
- 『ペープサートAからZ』童心社 保育のアイデア、1978
- 『手軽に上演できる人形劇とペープサート脚本集』黎明書房 指導者の手帖、1979
- 『くらしと林業』望月一虎絵 ポプラ社 新・おはなし社会科、1980
- 『新聞と雑誌のはなし』丹羽斌絵 ポプラ社 新・おはなし社会科、1980
- 『やってみようフランネル・シアター』黎明書房 夢のある保育シリーズ、1980
- 『手近な素材でできる人形劇のアイディア』黎明書房 指導者の手帖、1981
- 『手近な素材でできる人形劇脚本集』黎明書房 指導者の手帖、1985
- 『ふしぎの国・日本再発見』黎明書房 指導者の手帖、1990

### 共著編
- 『玉川こども百科 45 でんき』編 誠文堂新光社、1955
- 『子どもの知恵をのばすお話と遊び』篠崎徳太郎共著 黎明書房、1962
- 『運動会アイディア事典』篠崎徳太郎共編著 黎明書房、1963
- 『子どもの知恵をのばすねんね話』鈴木徹郎、まきごろう共著 黎明書房、1963
- 『学校行事アイディア事典』吉岡たすく共編 黎明書房、1964
- 『子どもの知恵をのばすママの工夫』篠崎徳太郎共著 黎明書房、1964
- 『手近な材料でできる人形劇とテーブル劇場』斎田喬共著 黎明書房 指導者の手帖、1965
- 『どうしてお水をのもうかな』田口俊雄解説 加東てい象画 教育画劇 ゆたかな心シリーズ、1967
- 『しもやけラビくん』堀尾青史脚本 久保雅勇画 子どもの文化研究所編 井手里子展開指導 童心社 よいこの十二か月、1971
- 『6つの人形でできる12の人形劇』豊田君夫共著 黎明書房 夢のある保育シリーズ、1977
- 長縄泰子『軍手の人形劇場』脚本 童心社 保育のアイデア、1978
- 『保育童話 2 春・夏・秋・冬お話集』編 童心社 保育のアイデア、1979
- 『お誕生会のアイディアとお話』羽曽部忠共著 黎明書房 指導者の手帖、1980
- 『教科書に出てくる100人のポケット伝記』編 石田泰照他著 黎明書房 指導者の手帖、1982
- 『たのしい劇あそび』豊田君夫共編 小峰書店、1984
- 『子どもの喜ぶことわざ3分間話』石田泰照共著 黎明書房 指導者の手帖、1987

## 参考
- 『現代日本人名録』2002、日外アソシエーツ
- 森田浩章, 「村上幸雄 : その生涯と失われた作品に関する新事実 (1)」 東京家政大学博物館紀要 2011-02-25, 16巻 p.9-26, 東京家政大学博物館, NAID 110008506751, ISSN 13433709